# Guilted by the Sun
Guilted by the Sun è un EP del gruppo musicale canadese Nadja, pubblicato nel 2007.

## Tracce
1. Guilted – 10:03
2. By – 4:52
3. The – 4:26
4. Sun – 8:39

## Formazione

### Gruppo
- Aidan Baker – voce, batteria, chitarra, flauto
- Leah Buckareff – voce, basso